# الإعراب بالنيابة
الإعراب بالنيابة في النحو يقصد به أن تنوب حركة فرعية عن حركة أصلية في الإعراب، ويكون ذلك في حالات محددة تسمى مواضع الإعراب بالنيابة أو أبواب الإعراب بالنيابة وهي سبعة مواضع في الاسم المثنى وجمع المذكر السالم وجمع المؤنث السالم والممنوع من الصرف والفعل المضارع المعتل الآخر والأفعال الخمسة. والحركات الفرعية عددها عشر ومنها ما هو حرف كالياء والواو والألف والنون وحذف حرف العلة، ومنها ما يكون من الحركات كالفتحة والكسرة. والأصل في الإعراب أن يكون بالضمة عند الرفع والفتحة عند النصب والكسرة عند الجر والسكون عند الجزم فإن رفعت كلمة بغير الضم كانت موضعاً للإعراب بالنيابة وسميت علامة إعرابها بالعلامة الفرعية.
ينوب عن حركة الضمة ثلاث حركات الألف والواو وثبوت النون، وينوب عن حركة الفتحة الياء والألف وحذف النون والكسرة، وينوب عن الكسرة الياء والفتحة، وينوب عن السكون حذف النون وحذف حرف العلة.
من الممكن أن يبنى الفعل الأمر على الحركات الفرعية كحذف النون في حالة كان مضارعه من الأفعال الخمسة مع ذلك فلا يعتبر من مواضع الإعراب بالنيابة.

## مواضع الإعراب بالنيابة

### المثنى
الاسم المثنى هو اسم معرب ناب عن مفردين اتفقا لفظاً ومعنى، بزيادة ألف ونون أو ياء ونون. وحكمه في الإعراب أن ينوب حرف الألف عن الضم في حالة الرفع ويأتي بعد الألف نون مكسورة مثل نجمانِ، وينصب ويجر بياء مفتوح ما قبلها نيابة عن الفتحة والكسرة وتأتي بعدها نون مكسورة مثل نجمَينِ. وهذه الحروف ليست من أصل الكلمة وإنما أُضيفت إليها للدلة على التثنية وكعلامة للإعراب.
وذلك المشهور في إعراب المثنى إلا أن لزوم الألف في المثنى في حالات الإعراب الثلاثة معروف عند بعض العرب فيُقال قرأت كتابان وأُعجبت بكتابان ويعرب عندها المثنى بحركات مقدرة، وإذا كان المثنى مركباً تركيباً إضافياً ظهرت علامة الرفع على المضاف ولم تظهر على المضاف إليه مثل عبدا الله. وهناك نوع آخر من إعراب المثنى وهو إلزامه بألف ونون في جميع الحالات وإعرابه بحركات ظاهرة منونة على النون مثل هذان رجلانٌ ورأيت رجلانً وقرأت في كتابانٍ. وآخرون يعربون المثنى إعراب المقصور بحركات مقدرة في جميع حالاته.

### الأسماء الستة
الأسماء الستة هي (أبُ، أخُ، حمُ، فمُ، هنُ، ذو) وحكمها أن ترفع بالواو نيابة عن الضمة، وتنصب بالألف نيابة عن الفتحة، وتجر بالياء نيابة عن الكسرة. ويشترط في ذلك أن تكون هذه الأسماء مفردة فإن ثنيت أو جمعت أُعربت إعراب المثنى أو الجمع، ويجب أيضاً ألا تكون مصغرة فإن صغرت فتعرب بالحركات، ويشترط كذلك أن تكون مضافة إلى غير ياء المتكلم فإن لم تكن مضافة أو أُضيفت إلى ياء المتكلم فتعرب بالحركات أيضاً ما عدا ذو فإنها لا تضاف إلى ياء المتكلم، ويشترط كذلك في «فم» أن تحذف منها الميم مثل يتكلم فوك الحقيقة فإن لم تحذف الميم أُعربت بالحركات. ويشترط كذلك ل«ذو» أن تضاف إلى اسم ظاهر دال على الجنس أخي ذو فصاحة.
والاسم «هنُ» في الأغلب يعرب بحركات أصلية ظاهرة وذلك مراعاة للنقص لان أصله «هَنَو». وعند بعض العرب يلزم الألف في الأسماء «أب» و«أخ» و«حم» من دون «فم» و«هن» و«ذو» ويكون اللزوم دائماً في جميع حالات الإعراب وتعرب بحركات مقدرة مثل (أخاك صادق، ذكرت أخاك، أثنيت على أخاك). وهناك رأي آخر وهو إعراب كل الأسماء الستة بحركات ظاهرة ما عدا «فم» و«ذو» للنقص كما في «هن» سابقاً.

### الجمع المؤنث السالم
الجمع المؤنث السالم هو كل ما جمع بألف وتاء زائدتين. وحكمه أن ينصب بالكسرة نيابة عن الفتحة فيكون أحد مواضع الإعراب بالنيابة، ويرفع ويجر بالعلامات الأصلية للرفع والجر.

### الجمع المذكر السالم
الجمع المذكر السالم هو ما جمع بزيادة واو ونون أو ياء ونون. وحكمه أن يرفع بالواو نيابة عن الضمة، وينصب ويجر بالياء نيابة عن الفتحة والكسرة. وهذه الحروف ليست من أصل الكلمة إنما أضيفت للاسم المفرد للدلالة على الجمع وكعلامة للإعراب.

### الممنوع من الصرف
الممنوع من الصرف هو الاسم الذي لا ينون ويجر بالفتحة، فتكون الفتحة علامة فرعية، ويشترط في ذلك أن لا يكون مضافاً أو مقترناً بال، فإن أُضيف أو اقترن بال جر بالكسرة. يجر الاسم بالفتحة (يكون الاسم ممنوعاً من الصرف) في الحالات التالية:
- إذا اشتمل على ألف التأنيث المقصورة (مثل ذِكْرَى) أو الممدودة (مثل صَحْرْاء).
- إذا كان على وزن «صيغة منتهى الجموع».
- زيادة ألف ونون في آخر الاسم (على وزن فَعْلان مثل رمضان).
- وزن الفعل (مثل ما كان على وزن أفْعَل الذي مؤنثه فَعْلاء أو فُعْلَى نحو أحمر وحمراء).
- العدل (مثل أن يكون الاسم أحد الأعداد العشرة الأولى وصيغته على وزن فُعَال أو مْفْعَل، وكذلك كلمة أُخَر).[note 1]
- المركب تركيباً مزجياً.
- التأنيث (ويكون واجباً في بعض الحالات وفي حالات أخرى جائز).
- إذا كان اسماً أعجمياً.
- ألف الإلحاق (مثل عَلْقَى).

### الأفعال الخمسة
الأفعال الخمسة هم كل فعل مضارع اتصل به ضمير تثنية أو واو جماعة أو ياء التأنيث المخاطبة، وترفع الأفعال الخمسة بثبوت النون نيابة عن الضمة وتجزم وتنصب بحذف النون نيابة عن الفتحة والسكون.

### الفعل المضارع المعتل الآخر
يجزم الفعل المضارع المعتل الآخر بحذف حرف العلة نيابة عن السكون.